# Plantago multiceps
Plantago multiceps är en grobladsväxtart som beskrevs av Carl Sigismund Kunth. Plantago multiceps ingår i släktet kämpar, och familjen grobladsväxter. Inga underarter finns listade i Catalogue of Life.